# Alemaia producta
Alemaia producta är en insektsart som beskrevs av Heller och Rauno E. Linnavuori 1968. Alemaia producta ingår i släktet Alemaia och familjen dvärgstritar. Inga underarter finns listade i Catalogue of Life.